# مدال صغير الذيل
مَدَّال صغير الذيل (الاسم العلمي: Tenrec ecaudatus)، نوع من الثدييات التي تنتمي إلى فصيلة المداليات. إنه العضو الوحيد من جنس مدال. موطنه الأصلي مدغشقر، وهي موجودة أيضًا في جزر القمر وموريشيوس وريونيون وسيشيل، حيث تم أدخالها إلى تلك البلدان. موائله الطبيعية هي الغابات الجافة المدارية أو الشبه المدارية، أو الغابات المنخفضة الرطبة المدارية أو الشبه المدارية، أو الغابات الجبلية الرطبة المدارية أو الشبه المدارية، والسافانا الجافة، السافانا الرطبة، والشجيرات الجافة المدارية أو الشبه المدارية، والشجيرات الرطبة شبه المدارية أو المدارية، وشجيرات الأراضي المدارية الشاهقة أو الشبه المدارية، والأراضي العشبية الجافة شبه الاستوائية أو الاستوائية، والمروج شبه الاستوائية أو الاستوائية المرتفعة، والأراضي الصالحة للزراعة، والمراعي، والمزارع، والحدائق الريفية، والمناطق الحضرية.